# Lý Khai Phương
Tĩnh vương Lý Khai Phương (giản thể: 李开芳; phồn thể: 李開芳; bính âm: Lǐ Kāifāng, ? – 1855), người Vũ Duyên (nay là Vũ Minh), Quảng Tây, có thuyết là Úc Lâm Châu, Quảng Tây , dân tộc Tráng, tướng lĩnh Thái Bình Thiên Quốc. Ông được xưng tụng là một trong Ngũ hổ tướng của cuộc khởi nghĩa, cùng với Lâm Phượng Tường, Hồ Dĩ Hoảng, Hoàng Văn Kim, La Đại Cương.

## Tham gia khởi nghĩa, hổ tướng Thái Bình
Ngày 11 tháng 1 năm Hàm Phong đầu tiên (1851), ông tham gia khởi nghĩa Kim Điền, là một trong 40 anh em kết bái với Hồng Tú Toàn.
Khi Hồng Tú Toàn kiến quốc tại Vĩnh An, Khai Phương được thụ làm Kim nhất tổng chế. Tháng 4 năm Hàm Phong thứ 2 (1852) ông theo Tây vương Tiêu Triều Quý từ Vĩnh An lên phía bắc, tháng 6 tiến vào Hồ Nam, chiếm Đạo Châu, liên tiếp hạ được các nơi Giang Hoa, Vĩnh Minh, Quế Dương Châu, Sâm Châu… Ngày 11 tháng 9, quân Thái Bình tiến đến chân thành Trường Sa. Khai Phương soái bộ hạ xông vào thành cùng quân Thanh quân giao chiến, giết được mấy ngàn người. Ông được thăng làm Kim quan chánh tướng quân. Ngày 2 tháng 12, quân Thái Bình đánh hạ Ích Dương, Dương Tú Thanh lệnh cho Lâm Phượng Tường, Khai Phương soái lĩnh cánh quân tiên phong đi đánh Nhạc Châu và Hán Dương. Chưa đến 10 ngày, hạ được Hán Dương, ông được thăng làm Điện hữu nhị chỉ huy.
Ngày 12 tháng 1 năm thứ 3 (1853), quân Thái Bình kết thuyền làm cầu, vượt Trường Giang tấn công Vũ Xương, Lâm, Lý lĩnh quân đi trước chôn địa lôi, làm nổ tung cửa thành. Họ xông vào, cùng quân Thanh giao chiến kịch liệt trong các ngõ hẻm, đánh bại quân Thanh, chiếm lấy Vũ Xương. Ngày 14 cùng tháng, Đông vương Dương Tú Thanh thăng Khai Phương làm Điện hữu nhị kiểm điểm. Không lâu sau, Thiên vương Hồng Tú Toàn lại gia phong ông làm Địa quan chánh thừa tướng.
Ngày 9 tháng 2, quân Thái Bình chia 2 đường thủy, lục tiến xuống phía đông. Lâm, Lý thụ mệnh thống lĩnh lục quân, nhanh chóng hạ được các nơi Cửu Giang, Đồng Lăng, Vu Hồ, phủ Thái Bình, Hòa Châu,… Trung tuần tháng 3, nghĩa quân bao vây thành Nam Kinh, Khai Phương đánh hạ cửa Tụ Bảo vào thành. Ngày 19 tháng 3, quân Thái Bình chiếm được Nam Kinh.

## Chấn động Bắc Kinh, thúc thủ Phùng Quan
Sau khi Thái Bình Thiên định đô ở Nam Kinh, Lâm, Lý phụng mệnh soái quân đông tiến, đầu tháng 4 đánh hạ Dương Châu. Tháng 5, họ thống soái quân Thái Bình từ Dương Châu tiến hành bắc phạt, vờ đánh vào An Huy, liên tiếp hạ được các nơi Trừ Châu, Phượng Dương. Tháng 6, vào lúc quay lại thì được sự phối hợp của quân Niệp, thẳng tiến Hà Nam, đánh bại hơn 4000 quân Thanh do Hà Nam tuần phủ Lục Ứng Cốc chỉ huy, bắt được 1 lượng lớn thuốc nổ, chiếm phủ Quy Đức. Sau đó bao vây Khai Phong, đóng doanh ở trấn Chu Tiên. Nghĩa quân từ trấn Chu Tiên tây tiến, khi ấy gặp mưa lớn, mặt đất ngập sâu cả thước. Họ đi qua Trung Mưu, Trịnh Châu, Huỳnh Dương đến huyện Củng, ở sông Lạc, huyện Củng cướp thuyền dân vượt Hoàng Hà. Tháng 9, quân Thái Bình thẳng tiến Sơn Tây, rồi ngoặt về Hà Nam, từ Vũ An đông tiến Trực Lệ, ngày 29 hạ được Lâm Minh quan, đánh bại hơn 1 vạn quân của Trực Lệ tổng đốc Nột Nhĩ Kinh Ngạch. Nghĩa quân tiếp tục vượt qua các nơi Sa Hà, Nhâm Thành, Cảo Thành, Thâm Châu… Ngày 13 tháng 10, họ bức đến trấn Trương Đăng cách thành Bảo Định 30 dặm về phía nam. Bắc Kinh chấn động, hơn 3 vạn hộ bỏ trốn.
Tín báo tiệp truyền về Thiên Kinh, Khai Phương được phong Định hồ hầu. Do quân Thái Bình đã đi xa ngàn dặm, không có viện binh bổ sung, không đủ lương thực, đạn dược cung ứng, khả năng tác chiến suy giảm mạnh. Lâm, Lý không thể đột phá phòng tuyến Bảo Định, đành phải thay đổi kế hoạch. Họ men sông Hô đông tiến, từ 1 dải Tấn Châu, Thâm Châu, huyện Hiến, Thương Châu nhắm đến Thiên Tân, ý đồ từ Thiên Tân thọc vào Bắc Kinh. Thiên Tân tri huyện Tạ Tử Trừng tổ chức Đoàn luyện địa phương được hơn 4000 người chống lại nghĩa quân, cho phá con đê ở phía nam Vận Hà, khiến ngoài thành Thiên Tân trở thành ao hồ. Khai Phương giữ Độc Lưu cùng Phượng Tường ở Tĩnh Hải hình thành thế ỷ giốc, giằng co với quân Thanh hơn 3 tháng, dần rơi vào cảnh nguy khốn.
Ngày 5 tháng 2 năm thứ 4 (1854), Lâm, Lý lui về Phụ Thành, bị quân Thanh bao vây. Tháng 5, họ đột vây đến Liên trấn, dựa vào Vận Hà cố thủ để đợi viện quân. Nghe tin viện quận đã lên phía bắc, Phượng Tường bèn chia kỵ binh cho Khai Phương đi đón. Đột vây đến được Cao Đường Châu, Sơn Đông, ông biết tin viện quân đã tan rã ở Lâm Thanh, Sơn Đông, lập tức rút vào Cao Đường Châu, chống chọi với quân đội của Khâm sai đại thần Thắng Bảo đến bủa vây.
Khai Phương nhiều lần đẩy lui quân Thanh, còn nhân đêm tối tập kích doanh trại của địch, khiến cho Thắng Bảo lắm phen kinh sợ. Tháng 2 năm thứ 5 (1855), Tăng Cách Lâm Thấm chuyển từ Liên trấn đến giúp Thắng Bảo, ông biết Lâm Phượng Tường đã thất bại, bèn quyết định đột vây. Khai Phương đưa hơn 500 nghĩa quân chạy ra cửa đông, tính đi về phía đông nam, qua Tế Ninh đến huyện Phong, Giang Tô, từ đó vượt Hoàng Hà về nam.
Sáng hôm sau Khai Phương đến đồn Phùng Quan, huyện Trì Bình. Kỵ binh của Tăng Cách Lâm Thấm đuổi kịp, rồi bộ binh cũng đến, vây khốn đồn Phùng Quan, 4 mặt đặt pháo đài, nã đạn vào trong thôn, nhà cửa đều bị bắn tan tành. Quân Thái Bình đào 3 lớp hào để đi lại, trong hào còn đào hố để tránh lửa đạn. Ngoài hào có đục lỗ châu mai, nghĩa quân nằm rạp trên mặt đất, đặt súng điểu thương mà bắn. Quân Thanh càng đến gần càng chịu nhiều thương vong, Tăng Cách Lâm Thấm bèn chuyển sang dùng thủy công. Bên phải của đồn Phùng Quan có sông Hán, thông ra Vận Hà, Lâm Thấm tháo nước Vận Hà rót vào Phùng Quan. Quân Thái Bình hư trương thanh thế một mặt, rồi xông ra mặt tây nam, nơi quân Thanh đặt 1 tòa pháo đài, cứ ngỡ nghĩa quân không dám xâm phạm. Quân Thanh nhanh chóng tan chạy, nhưng phía ngoài pháo đài còn có một con hào, Tăng Cách Lâm Thấm kịp đưa quân đến chẹn giữ, quân Thái Bình thu lấy đại pháo quay vào đồn. Nghe tin mất pháo, Hàm Phong đế ban chiếu dụ khiển trách Lâm Thấm.
Nước ngập úng lâu ngày, thuốc súng và lương thực đều bị ẩm mốc, khả năng đột vây của quân Thái Bình hầu như không còn. Khai Phương sai Hoàng Cận Văn đưa 140 người lẫn vào nạn dân ra ngoài để làm ngoại ứng. Hôm ấy trời nổi gió lớn, ông đáp ứng lời chiêu dụ của Tăng Cách Lâm Thấm, lệnh cho tướng sĩ vũ trang đầy đủ, vờ sẽ giao nộp. Quân Thái Bình ngồi trên thuyền nhỏ qua khỏi con hào, Lâm Thấm không hề trúng kế, đã bày sẵn mấy vạn quân Thanh vây chặt lấy nghĩa quân, bắt sống tất cả. Trước đó, ông ta đã bắt giết toàn bộ bọn Hoàng Cận Văn.
Tăng Cách Lâm Thấm áp giải Khai Phương cùng các bộ tướng Hoàng Ý Đoan, Tạ Kim Sanh, Lý Thiên Hữu, Đàm Hữu Quế, Vi Danh Truyền, Tào Đắc Tương về Bắc Kinh, những tướng sĩ còn lại đều bị giết chết. Trên đường đi, Khai Phương tuyệt thực. Tháng 6, bọn Khai Phương bị xử lăng trì. Năm Đồng Trị thứ 2 (1863), Hồng Tú Toàn truy phong ông làm Tĩnh vương, con trai Lý Vĩnh Bảo tập tước.